# José Rebelo de Melo Cabral

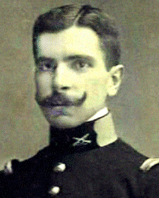
Fotografia quando era ainda Tenente

Capitão José Rebelo de Melo Cabral Oficial da Ordem Militar de Avis, MOCE (18/10/1885 - 17/10/1955) Senhor da quinta de Sao Joao Velho, louvado cinco vezes, foi oficial responsável pelo gás em França para o Corpo Expedicionário Português na Primeira Guerra Mundial, depois Capitão do Estado-Maior de Infantaria. 

## Vida
Foi recrutado para o Regimento de Cavalaria nº 4 em 1905 ate passar a ser alferes do Regimento de Infantaria nº 14 (1911). Cursou a Escola de Guerra e como Alferes policiou as ruas na implantação da República. Foi para França e adoeceu lá mas resistiu, esteve na Batalha de La Lys e foi condecorado. Passou à reserva como Capitão, passando a tratar das suas propriedades. Dividia a sua vida entre a casas em Lisboa, Mealhada, Casais, em S. João da Fresta (Mangualde), e a quinta de S. João Velho, em Vildemoinhos (Viseu), que a mulher herdara. Na casa da Mealhada estivera antes instalada a Real Companhia Vinícola, de que eram principais accionistas seu avô materno, Adriano Baptista Ferreira, presidente da Câmara da Mealhada, e o seu bisavô materno, Joaquim Lopes Carreira de Melo, professor, escritor, pedagogo, autor de diversos manuais escolares, director do colégio da nobreza de Nossa Senhora da Conceição, na Rua da Esperança, Lisboa, contíguo ao Convento das Bernardas, em que ele nasceu, de que foi fundador o tio da sua bisavó materna, o latinista e poeta Francisco António Martins Bastos, preceptor dos Príncipes D. Pedro e D. Luís, futuros reis. Era neto de D. Maria Veridiana Rebello da Costa (1823-1884), n. em Fornos de Algodres, prima-direita de António Bernardo da Costa Cabral, 1º conde e marquês de Tomar e do seu irmão José Bernardo da Silva Cabral, 1.º Conde de Cabral. A Rua Capitão Cabral na Mealhada é nomeada em sua homenagem.

## Descendência

### Casamento
Casou com Clara Berta de Abranches de Souza de Macedo, filha de Dr José Maria de Souza de Macedo ComC, do Conselho de Sua Majestade, Fidalgo da Casa Real, e último presidente da Câmara Municipal de Viseu durante a Monarquia quem mandou construir a Casa do Rossio e neta de Silvério Augusto de Abranches Coelho e Moura ComNSC e D. Maria Efigénia de Souza de Lemos e Menezes de Noronha, filha de João Victorino de Sousa e Albuquerque, com ascendência nos Senhors da Trofa, O Paço da Torre etc. D. Clara era tambem prima direita de General Eng. Silvério de Abranches de Lemos e Menezes CvA • MPCE e também prima de General Dr. José Victorino de Sousa e Albuquerque ComA •  ComNSC, Par do Reino (1910), do Conselho de Sua Majestade, etc.

### Filhos
1. José de Melo Macedo Cabral (30/4/1913 - 21/6/1968), Tenente-coronel de Artilharia e Official da Ordem Militar de Avis. Cumpriu comissões militares em Cabo Verde e Moçambique, ao longo da Guerra do Ultramar (1961-1974). Casou com Maria Luísa Amaral do Espírito Santo Silva, filha do filho primogênito de José Maria do Espírito Santo Silva, patriarca da única dinastia de banqueiros portugueses.
2. Fernando de Melo Macedo Cabral (15/8/1922 - 5/1/2018), Coronel de Artilharia e do Estado-Maior, comendador e cavaleiro da Ordem Militar de Avis e o último dos comandantes de batalhão (Bafatá) do General António de Spínola na guerra da Guiné. Entre 1965 e 1967, esteve mobilizado em Moçambique, onde chefiou o Estado-Maior do terceiro sector. Paralelamente à carreira militar, ao longo da qual foi louvado por seis generais e distinguido com diversas condecorações, dedicou-se ao ensino, tendo sido professor na Academia Militar e em várias outras instituições.

## Fonte
- http://roglo.eu/roglo (Manuel Abranches de Soveral)
- https://www.ordens.presidencia.pt/?idc=153
- https://ahm-exercito.defesa.gov.pt/details?id=127245
- Rui Quaresma de Macedo Cabral